# Связь в Ботсване
Связь в Ботсване включает в себя радио, телевидение, стационарные и мобильные телефоны, интернет.
В Ботсване существуют как государственные СМИ, так и независимые. Иностранные издания продаются без ограничений. Две частные радиостанции начали вещание в 1999 году. Первый национальный телеканал Botswana Television (BTW) был запущен в июле 2000 года, принадлежит правительству страны. Сотовая связь предлагается операторами Orange и MTN и покрывает большую часть страны.
Телекоммуникационная компания Ботсваны — BTS (Botswana Telecommunications Corporations). Предоставляет коммуникационные услуги по всей стране.

## СМИ

### Радиовещание
- 2 государственные радиостанции и 3 частные местные радиостанции (на 2019 год)[2].

### Телевещание
- 1 государственная и 1 частная телевизионная станция, доступна частная подписка на спутниковое ТВ (на 2019 год)[2].
- Телевизоры: 80 000 (на 2006 год).

## Телефония
- Телефонный код государства: +267[2].
- Префикс международных вызовов: 00[3].
- Телефонные линии: 141 207 линий, 132 место в мире (на 2017 год)[2].
- Сотовые телефоны: 3,2 миллиона мобильных телефонов, 138 место в мире (на 2017 год)[2].

## Интернет
- Интернет-домен верхнего уровня: .bw[2].
- Интернет-пользователи: 869,610 пользователей, 134 место в мире; 39,4 % от всего населения[2].
- Интернет-хосты: 1,806 хостов (на 2012 год)[2].
- IPv4: 100,096 адресов, менее 0,05 % от общего количества в мире, 47,7 адресов на 1000 человек (на 2012 год).
- Интернет-провайдеры: 11 ISPs (на 2001 год).
- Спутники связи: 1 Intelsat[2].

В некоторых областях страны представлена технология IDSL.